# John Arne Riise
John Arne Semundseth Riise (ur. 24 września 1980 w Ålesund) – norweski piłkarz który występował na pozycji lewego obrońcy lub lewego pomocnika. 
Uczestnik Mistrzostw Europy w 2000 roku. W swojej karierze występował m.in. w takich klubach jak: Liverpool, AS Roma czy AS Monaco.  
Ma młodszego brata Bjørna Helge Riise. 

## Życiorys
John Arne Riise urodził się w Ålesund. 

### Kariera klubowa
Swoją karierę piłkarską rozpoczął w 1994 w szkółce piłkarskiej miejscowego Aalesunds FK. Grał tam przez cztery lata, po czym, w roku 1998 został włączony do pierwszej drużyny swojego klubu. W pierwszym i zarazem jedynym sezonie w tej ekipie zaliczył 25 ligowych występów, w których zdobył pięć bramek. W sezonie 1999/00 Riise grał we francuskim AS Monaco. Przez dwa sezony spędzone w tej drużynie zagrał w 44 meczach Ligue 1 oraz zdobył cztery bramki. Ponadto został w roku 2000 mistrzem Francji zaś rok później zdobył Superpuchar Francji.

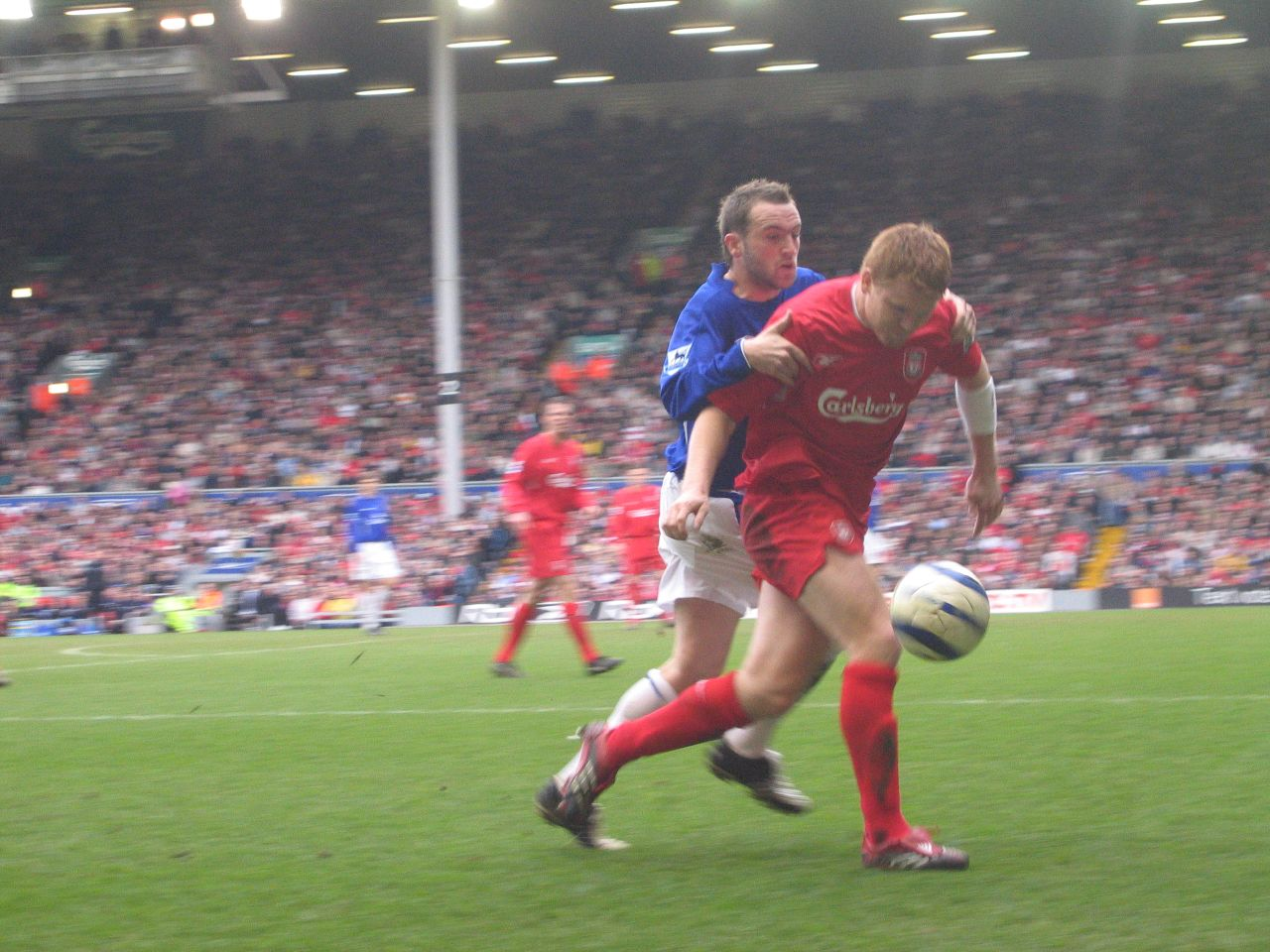
Riise grający dla Liverpoolu w meczu z Evertonem

21 czerwca 2001 roku Riise za kwotę 4,6 milionów funtów przeszedł do angielskiego Liverpoolu FC. W drużynie tej swój debiut zaliczył 12 sierpnia w wygranym 2:1 spotkaniu Tarczy Wspólnoty z Manchesterem United. W Premier League swój pierwszy występ zaliczył sześć dni później w pojedynku z West Hamem United. Pierwszą bramkę zdobył natomiast 24 sierpnia w wygranym 3:2 spotkaniu z Bayernem Monachium w ramach Superpucharu Europy. 15 września w pojedynku z Evertonem zdobył swoją pierwszą bramkę w lidze. Swój debiutancki sezon w Liverpoolu Riise zakończył z 38 ligowymi występami oraz siedmioma golami. Wraz ze swoją drużyną zdobył także Tarczę Wspólnoty. W lutym 2003 roku Liverpool pokonał Manchester United 2:0 w finale Puchar Ligi a on sam zagrał w tym spotkaniu, natomiast cały sezon zakończył z 37 występami oraz sześcioma bramkami. W maju 2005 roku Liverpool pokonał w półfinale Ligi Mistrzów Chelsea F.C. i awansował do finału tych rozgrywek, w którym miał zmierzyć się z AC Milanem. "The Reds" wygrali to spotkanie po serii rzutów karnych, natomiast Norweg jako jedyny z jego drużyny nie trafił jedenastki. Ponadto w tym sezonie zdobył po raz drugi Superpuchar Europy. Przez następne trzy sezony Riise nie stracił miejsca w podstawowej jedenastce swojego klubu. W tym czasie zdobył Puchar Anglii oraz Tarczę Wspólnoty, w roku 2006 został wybrany Kniksenem roku, czyli najlepszym norweskim piłkarzem grającym zagranicą. Ponadto w sezonie 2007/08 w półfinałowym meczu Ligi Mistrzów z Chelsea F.C. w 95. minucie zdobył samobójczą bramkę dającą remis 1:1.
W lipcu 2008 roku Riise za kwotę 5 milionów funtów przeszedł do włoskiego AS Roma. Łącznie w lidze dla Liverpoolu zaliczył 234 występy oraz zdobył 21 bramek, ogólnie dla angielskiego zespołu rozegrał 339 spotkań, w których strzelił 30 bramek. W rzymskiej ekipie swój debiut zaliczył 31 sierpnia w zremisowanym 1:1 spotkaniu z SSC Napoli. Dotychczas we włoskiej ekipie zagrał w 16 meczach Serie A. Na początku lutego 2009 roku doznał kontuzji, która wykluczyła go z gry na miesiąc. Do składu AS Roma powrócił jednak wcześniej i 21 lutego zagrał w ligowym meczu z AC Siena. 1 marca w zremisowanym 3:3 pojedynku przeciwko Interowi Mediolan zdobył natomiast swoją pierwszą bramkę w Serie A. W lipcu 2011 podpisał trzyletni kontrakt z Fulham F.C., a we wrześniu 2014 przeszedł do APOEL FC. W sierpniu 2015 trafił do indyjskiego Delhi Dynamos.
Następnie występował w klubach: ponownie Aalesunds FK, Chennaiyin FC i SK Rollon.
1 stycznia 2018 roku zakończył piłkarską karierę.

### Kariera reprezentacyjna
Riise w latach 1996–2001 występował w młodzieżowych reprezentacjach Norwegii, grał w kadrze U-15, U-16, U-17, U-18, U-19 oraz U-21, dla których zaliczył łącznie 38 występów oraz zdobył osiem goli. W seniorskiej reprezentacji zadebiutował 31 stycznia 2000 roku, kiedy to zagrał w zremisowanym 0:0 meczu z Islandią. Pierwszą bramkę w kadrze zdobył natomiast 23 lutego w 38. minucie wygranego 2:0 meczu z Turcją. W tym samym roku Riise został powołany przez Nilsa Johana Semba do kadry Norwegii na Euro. Na tym turnieju jego reprezentacja nie wyszła z grupy zajmując w niej 3. miejsce a on sam nie zagrał w ani jednym spotkaniu. Przez następne lata Norwegia nie zakwalifikowała się do żadnego międzynarodowego turnieju, Riise jednak w tym czasie stał się podstawowym zawodnikiem kadry. W kadrze zaliczył ponad 110 występów oraz zdobył 16 bramek.

### Kariera trenerska
Od 26 maja 2023 roku trenuje Avaldsnes IL w sekcji piłkarskiej kobiet.

## Statystyki

### Reprezentacyjne
| Lata      | Reprezentacja | Występy | Gole |
| --------- | ------------- | ------- | ---- |
| 1996      | Norwegia U-15 | 9       | 3    |
| 1997      | Norwegia U-16 | 5       | 3    |
| 1997      | Norwegia U-17 | 2       | 0    |
| 1998      | Norwegia U-18 | 4       | 0    |
| 1999      | Norwegia U-19 | 1       | 0    |
| 1999-2001 | Norwegia U-21 | 17      | 2    |
| 2000      | Norwegia      | 7       | 1    |
| 2001      | Norwegia      | 4       | 0    |
| 2002      | Norwegia      | 9       | 2    |
| 2003      | Norwegia      | 11      | 0    |
| 2004      | Norwegia      | 10      | 0    |
| 2005      | Norwegia      | 10      | 2    |
| 2006      | Norwegia      | 6       | 0    |
| 2007      | Norwegia      | 11      | 2    |
| 2008      | Norwegia      | 8       | 1    |
| 2009      | Norwegia      | 9       | 4    |
| 2010      | Norwegia      | 7       | 1    |
| 2011      | Norwegia      | 8       | 1    |
| 2012      | Norwegia      | 8       | 2    |
| 2013      | Norwegia      | 2       | 0    |